# Гьоро Борозан
Гьоро Борозан е деец на Българското възраждане в Македония, борец за българска просвета и независима българска църква.

## Биография
Роден е около 1835 година в Куманово, тогава в Османската империя, в състоятелно семейство. Учи във Велес, Скопие и Щип, след което се завръща в родния си град и се заема с търговска дейност. Отваря дюкян и спечелва добро име сред съгражданите си, отдава се и на обществена дейност. Заедно с поп Михаил и поп Димко Сучка Гьоро Борозан става един от водачите на местните българи в борбата за църковна независимост и за българска просвета. През полетта на 1872 година Гьоро Борозан ръководи българите в Куманово при провеждането на успешните истилями (допитвания) за включване на Скопската епархия към Българската екзархия. По негова инициатива през 1874 година кумановци започват да строят нова сграда за българско училище. В 1874 година Гьоро Борозан е намерен прострелян в стаята си. Според убеждението на съвременниците убийците са наети от гъркомани. Погребението му се превръща в масово шествие, в което не взимат участие единствено неговите изявени противници гъркомани. След смъртта му българското църковно и училищно дело в Куманово отбелязват известен застой, а по-късно някои от неговите противници гъркомани, претърпяват еволюция, съгласно която, както отбелязва Димитър Матов, „гъркоманството взема ясни бои на сърбизъм“.